# 仁井正夫
仁井 正夫（にい まさお、1949年または1950年 - ）は、日本の厚生・環境・国土交通技官。国交省水資源部長などを歴任。瑞宝中綬章受章。

## 人物・経歴
厚生省入省、生活衛生局水道環境部水道整備課水質管理室長、1992年1月 総理府企画調整局環境保健部保健企画課調査官、1994年9月 厚生省生活衛生局水道環境部計画課地域計画室長、1996年7月 同部環境整備課産業廃棄物対策室長、1999年8月 総理府大気保全局大気規制課長、2001年1月 環境省環境管理局水環境部水環境管理課長、2003年7月 大臣官房廃棄物・リサイクル対策部企画課長、2004年7月 甲村謙友の後任として国土交通省土地・水資源局水資源部長、2006年7月 同職を棚橋通雄と交代し独立行政法人国立環境研究所理事、2008年6月 辞職。

## 栄典
- 令和2年春の叙勲で環境行政事務功労により瑞宝中綬章を受章[1]